# Poul Borum
Poul Villiam Borum (15. oktober 1934 i København – 10. maj 1996 smst) var en dansk forfatter, digter, oversætter, kritiker og kulturdebattør. Han voksede op i Horsens og var adoptivbarn, hvilket han dog først fandt ud af i 1950'erne, i forbindelse med en indlæggelse på psykiatrisk afdeling. Han var tildelt livsvarig ydelse af Statens Kunstfond.
Poul Borum debuterede som forfatter i Hvedekorn i 1952 og i bogform med digtsamlingen Livslinier i 1962 og udgav en lang række digtsamlinger foruden litteraturteoretiske bøger, heriblandt klassikeren Poetisk modernisme (1966). I 2000 udkom Kritisk alfabet med et udvalg af hans artikler.
Borum har været den længst siddende litterære redaktør af tidsskriftet Hvedekorn, fra 1968 til 1996. Som en slags forløber for den senere forfatterskole samlede Borum – i sin egenskab af Hvedekorn-redaktør – i sit hjem i Havnegade i København den oprindelige kreds af firserdigtere, blandt andre Michael Strunge, Søren Ulrik Thomsen, Jens Fink-Jensen og Bo Green Jensen. Borum var senere blandt initiativtagerne til oprettelsen af Forfatterskolen i 1989 og fungerede indtil sin død i 1996 som skolens rektor.
Fra 1968 til 1996 var han litteraturanmelder på Ekstra Bladet.
Borum var igennem 17 år gift med lyrikeren Inger Christensen, med hvem han fik sønnen Peter Borum. Borum levede også i en periode sammen med digteren Morti Vizki.
I 2006 tilrettelagde journalisten Cathrine la Cour en portrætdokumentar til DR2 om Borum i serien Store Danskere.